# 編機
編機(あみき)とは糸を編み物へと編みあげる機械。軍手、靴下など、殆どの編み物の生産に使用される。

## 概要
古くから手作業で編み物が作られて来たが、産業革命以降は機械化が進むようになった。現在では複雑な形状、模様に対応可能なコンピュータ制御の編機が主流を占める。メリヤスの生産では回転式の編機が使用される。
また、はるかやLDREXやきく8号の展開式パラボラアンテナや心臓サポートネットの製造にも使用される。

## 家庭用編機

編物学校で家庭用編機の使い方を教える様子（1960年）

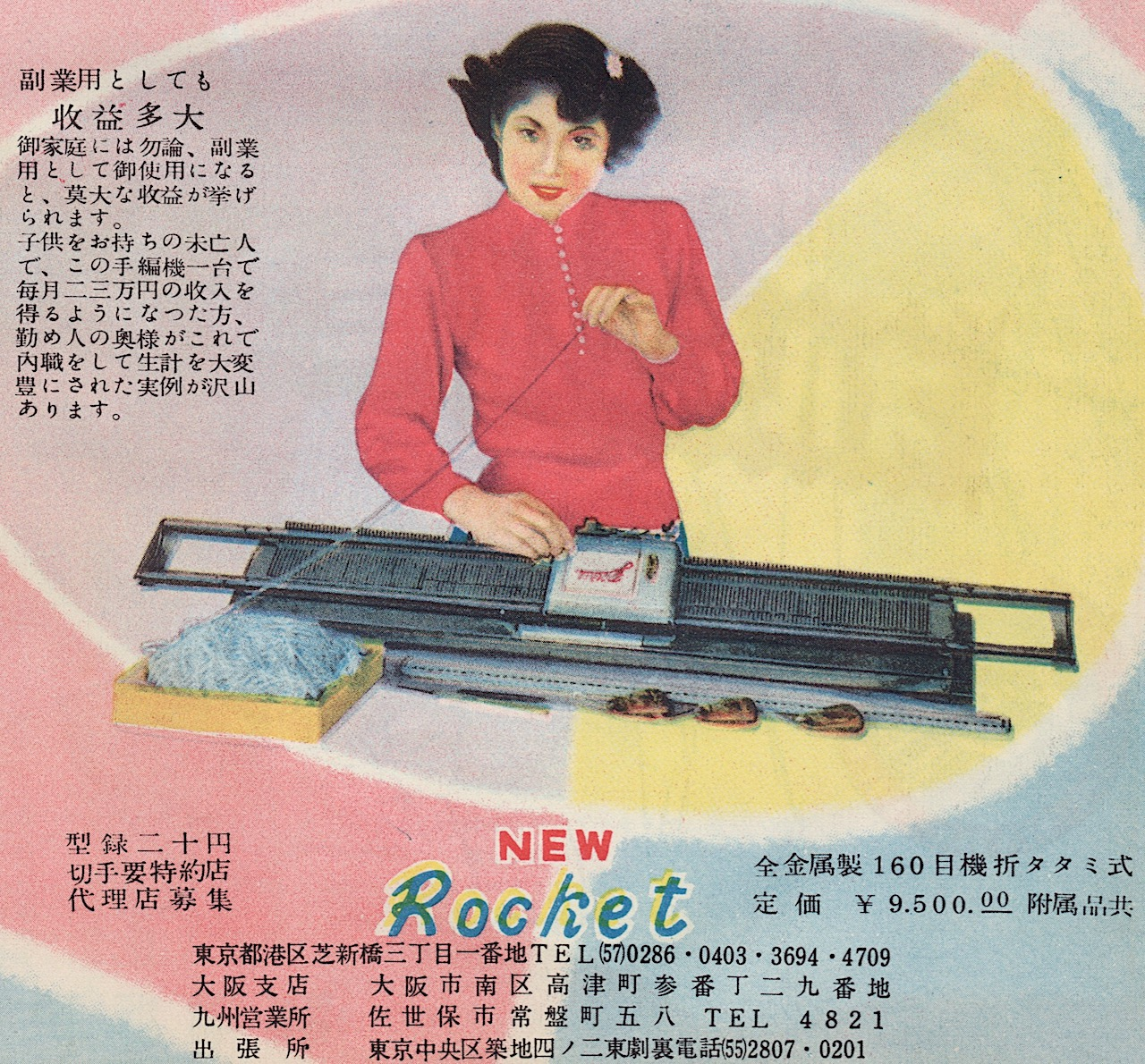
1952年のロケット編機の広告。家庭用編機による編み物が内職として広く行われていたことが窺える

1950年代の日本における家庭洋裁全盛時には、ミシンと並んで定番の家庭用品だった。
既製品のニットウェアが手頃に入手できるようになって以降は一般家庭では見られなくなっていたが、家庭用編機の生産は続いており、2000年代に入ってハンドクラフトの流行に伴って人気が再燃し、日本ヴォーグ社の編み物季刊誌「毛糸だま」でも、2016年から機械編みの記事が連載されている。

## OpenKnit
オープンソースハードウェアのOpenKnitプロジェクトが進められる。

## 主なメーカー
工業用
- 島精機製作所

家庭用
- ドレスイン - 下記のシルバー精工から事業継承。

撤退したメーカー
- ブラザー工業 - 2004年撤退。
- シルバー精工 - 2011年破産。